# Malachi Flynn
Malachi Flynn (Tacoma, 10 maggio 1998) è un cestista statunitense.

## Carriera

### High school
Da senior al Bellarmine Prep, Flynn ha segnato una media di 29,7 punti, 6,0 rimbalzi e 4,0 assist a partita, mentre tirava il 48% dal campo. Ha ottenuto numerosi riconoscimenti, tra cui l'All-Area Player of the Year del The News Tribune, il giocatore dell'anno dell'Associated Press Washington, il giocatore dell'anno di Classe 4A dalla Washington Interscholastic Basketball Coaches Association e il 4A Narrows League MVP come senior. I suoi 743 punti da senior hanno stabilito il marchio della singola stagione a Bellarmine Prep, e ha concluso con 1.625 punti in carriera, secondo solo ad Abdul Gaddy. Ha poi firmato con i Washington State Cougars il 13 aprile 2016.

### College
Nel novembre 2016 ha segnato 27 punti in una vittoria per 83-76 su Utah Valley, che è la sesta più grande prestazione per una matricola Cougar nella storia. Da matricola allo Stato di Washington, ha segnato una media di 9,7 punti a partita e ha tirato il 38,7% da tre punti. Flynn ha registrato una media di 15,8 punti e 4,3 assist a partita, mentre al secondo anno ha tirato il 41,3% dal campo. Era il miglior giocatore di una squadra che ha chiuso 12-19. Dopo la stagione, Flynn ha annunciato che stava trasferendo. Dopo aver ricevuto l'interesse da Gonzaga, Texas A&M, Baylor e Creighton, Flynn ha firmato con San Diego State nel maggio 2018.
Entrando nella sua stagione junior in maglietta rossa, Flynn è stato nominato giocatore dell'anno di Mountain West pre - campionato da Mountain West Wire. In una partita in cui altrimenti avrebbe tirato male, Flynn ha effettuato un tiro da tre punti all'ultimo secondo l'8 dicembre per sconfiggere il San Jose State 59-57. È stato inserito nella watchlist di mezza stagione per il Wooden Award. Il 29 febbraio 2020, Flynn ha segnato 36 punti, il massimo in carriera, il massimo dal 2005, tirando 13 su 20 dal campo nella vittoria in rimonta per 83-76 sul Nevada. Al termine della stagione regolare, Flynn è stato nominato Mountain West Player of the Year e Defensive Player of the Year.  Ha ottenuto una media di 17,6 punti, 5,1 assist e 4,5 rimbalzi a partita.  Dopo la stagione, Flynn ha dichiarato la sua eleggibilità per il Draft NBA 2020.

### NBA

#### Toronto Raptors (2020-)
Flynn è stato selezionato con la 29ª scelta nel primo round del Draft NBA 2020 dai Toronto Raptors; è stato il primo giocatore di San Diego State ad essere scelto al primo turno dai tempi di Kawhi Leonard nel 2011.

## Statistiche

### NCAA
| Anno      | Squadra           | PG | PT | MP   | TC%  | 3P%  | TL%  | RP  | AP  | PRP | SP  | PP   |
| --------- | ----------------- | -- | -- | ---- | ---- | ---- | ---- | --- | --- | --- | --- | ---- |
| 2016-2017 | Wash. St. Cougars | 31 | 31 | 33,1 | 39,5 | 38,7 | 73,5 | 2,9 | 2,9 | 0,7 | 0,0 | 9,7  |
| 2017-2018 | Wash. St. Cougars | 31 | 30 | 33,4 | 41,3 | 33,8 | 84,6 | 3,4 | 4,3 | 1,6 | 0,1 | 15,8 |
| 2019-2020 | SDSU Aztecs       | 32 | 32 | 33,4 | 44,1 | 37,3 | 85,7 | 4,5 | 5,1 | 1,8 | 0,1 | 17,6 |
| Carriera  | Carriera          | 94 | 93 | 33,3 | 42,0 | 36,3 | 83,3 | 3,6 | 4,1 | 1,3 | 0,1 | 14,4 |

#### Massimi in carriera
- Massimo di punti: 36 vs Nevada-Reno (29 febbraio 2020)[1]
- Massimo di rimbalzi: 9 (2 volte)
- Massimo di assist: 11 vs Arizona (31 gennaio 2018)
- Massimo di palle rubate: 5 vs California Polytechnic State (28 dicembre 2019)
- Massimo di stoppate: 1 (6 volte)
- Massimo di minuti giocati: 42 vs Oregon (7 marzo 2018)

### NBA

#### Regular Season
| Anno      | Squadra           | PG  | PT | MP   | TC%  | 3P%  | TL%  | RP  | AP  | PRP | SP  | PP  |
| --------- | ----------------- | --- | -- | ---- | ---- | ---- | ---- | --- | --- | --- | --- | --- |
| 2020-2021 | Toronto Raptors   | 47  | 14 | 19,7 | 37,4 | 32,1 | 80,4 | 2,5 | 2,9 | 0,8 | 0,1 | 7,5 |
| 2021-2022 | Toronto Raptors   | 44  | 5  | 12,2 | 39,3 | 33,3 | 62,5 | 1,4 | 1,6 | 0,5 | 0,1 | 4,3 |
| 2022-2023 | Toronto Raptors   | 53  | 2  | 13,0 | 36,0 | 35,3 | 75,8 | 1,4 | 1,3 | 0,4 | 0,1 | 4,6 |
| 2023-2024 | Toronto Raptors   | 31  | 0  | 15,3 | 40,9 | 35,0 | 77,3 | 2,1 | 2,4 | 0,6 | 0,2 | 5,1 |
| 2023-2024 | N.Y. Knicks       | 14  | 0  | 4,3  | 39,1 | 30,8 | 81,8 | 0,4 | 0,4 | 0,1 | 0,0 | 2,2 |
| 2023-2024 | Detroit Pistons   | 24  | 0  | 14,3 | 43,0 | 31,6 | 68,4 | 1,8 | 2,1 | 0,8 | 0,1 | 8,0 |
| 2024-2025 | Charlotte Hornets | 4   | 0  | 11,0 | 38,5 | 25,0 | 83,3 | 1,8 | 1,8 | 0,8 | 0,0 | 4,0 |
| Carriera  | Carriera          | 217 | 21 | 14,2 | 38,7 | 33,3 | 74,7 | 1,7 | 1,9 | 0,6 | 0,1 | 5,5 |

#### Play-off
| Anno     | Squadra         | PG | PT | MP  | TC% | 3P% | TL% | RP  | AP  | PRP | SP  | PP  |
| -------- | --------------- | -- | -- | --- | --- | --- | --- | --- | --- | --- | --- | --- |
| 2022     | Toronto Raptors | 6  | 0  | 6,0 | 0,0 | 0,0 | -   | 0,5 | 0,5 | 0,2 | 0,0 | 0,0 |
| Carriera | Carriera        | 6  | 0  | 6,0 | 0,0 | 0,0 | -   | 0,5 | 0,5 | 0,2 | 0,0 | 0,0 |

#### Massimi in carriera
- Massimo di punti: 50 vs Atlanta Hawks (3 aprile 2024)[2]
- Massimo di rimbalzi: 8 (2 volte)
- Massimo di assist: 11 vs Cleveland Cavaliers (10 aprile 2021)
- Massimo di palle rubate: 4 (2 volte)
- Massimo di stoppate: 3 vs Washington Wizards (5 aprile 2021)
- Massimo di minuti giocati: 46 vs Indiana Pacers (16 maggio 2021)

### G League

#### Regular Season
| Anno      | Squadra      | PG | PT | MP   | TC%  | 3P%  | TL%  | RP  | AP  | PRP | SP  | PP   |
| --------- | ------------ | -- | -- | ---- | ---- | ---- | ---- | --- | --- | --- | --- | ---- |
| 2020-2021 | Raptors 905  | 6  | 6  | 34,4 | 44,2 | 40,9 | 91,7 | 4,5 | 5,5 | 1,5 | 0,3 | 20,8 |
| 2021-2022 | Raptors 905  | 5  | 5  | 30,1 | 30,1 | 22,0 | 88,9 | 3,6 | 3,8 | 0,8 | 0,0 | 13,4 |
| 2024-2025 | Austin Spurs | 36 | 31 | 32,9 | 47,5 | 39,1 | 84,7 | 4,9 | 4,2 | 1,6 | 0,4 | 22,6 |
| Carriera  | Carriera     | 47 | 42 | 32,8 | 45,4 | 37,4 | 85,9 | 4,7 | 4,3 | 1,5 | 0,3 | 21,4 |